# Eikenbladstromakelkje
Het eikenbladstromakelkje  (Rutstroemia sydowiana) is een schimmel die behoort tot de familie Rutstroemiaceae. Het leeft saprotroof op bladstelen en -nerven van eik (Quercus) in allerlei bostypen. De apothecia komen voor in de herfst.

## Kenmerken

### Uiterlijke kenmerken
De apothecia (vruchtlichamen) zijn klein, gesteeld, komvormig tot plat bij volwassenheid, met een diameter van maximaal 0,3 cm en een hoogte van 0,25 cm. Aanvankelijk papilliform (tepelvormig), hierna worden ze cilindrisch en kolomvormig, waarna ze uitzetten tot een beker en uiteindelijk afplatten. Het hymenium is roodbruin tot licht leerachtig van kleur, bij droging donker roodbruin. De onderkant is licht kaneelkleurig of geelbruin, met onder de lens longitudinale strepen door roodbruine hyfen die over het oppervlak lopen. Soms wordt een fijn schubbig uiterlijk waargenomen aan de bovenste delen van de buitenkant. De steel is kort, roodbruin tot donkerbruin, glad richting de basis en vaak met zwarte verkleuringen op de bevestigingspunten.

### Microscopische kenmerken
De asci zijn 8-sporig, knotsvormig en stomp aan de top en meten 115-130 x 10-12 micron. De ascosporen zijn breed obovoïde tot niervormig, met een grote centrale oliedruppel en andere olieachtige inhoud, liggen uniseriaat (in één rij) in de ascus en meten 11,5-15 x 5,5-6,5 micron. De parafysen zijn 3-4,2 micron breed, iets knotsvormig aan de uiteinden.

## Verspreiding
In Nederland komt het eikenbladstromakelkje matig algemeen voor. Het staat op de rode lijst in de categorie 'Kwetsbaar'.